# Hornungia
Hornungia là chi thực vật có hoa trong họ Cải.